# Seyðisfjörður (Austfirðir)
Der Fjord Seyðisfjörður (dt. „Fjord der Feuerstelle“) liegt in den Ostfjorden Islands. Ganz innen im Fjord liegt der Ort Seyðisfjörður.
Der Fjord ist bis zu 4 Kilometer breit und reicht 16 Kilometer weit ins Land. Im Fjord liegt der isländische Hafen der Autofähre Norröna, die Island mit den Färöern und Dänemark verbindet.
Der Seyðisfjörður liegt südlich des Loðmundarfjörður und die Landzunge dazwischen heißt Borgarnes, wie die Stadt im  Westen Islands. Nach Süden geht es an der Landzunge Dalatangi weiter in den Mjóifjörður.
Im Zweiten Weltkrieg war der Fjord Ausgangs- oder Endpunkt einiger Nordmeergeleitzüge.